# ウィリアム・コリヤー (第3代ポートモア伯爵)

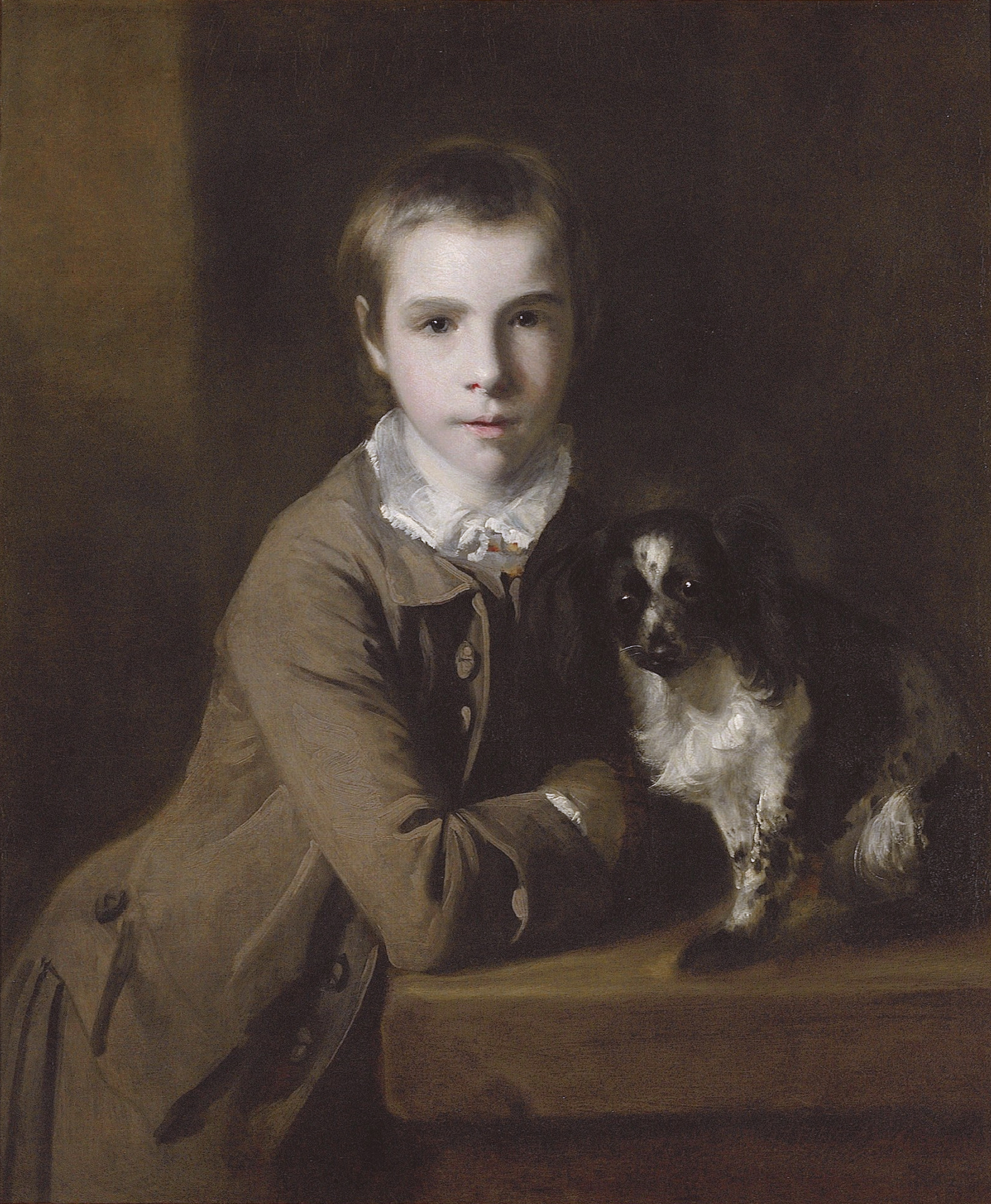
ジョシュア・レノルズによる肖像画、1759年。

第3代ポートモア伯爵ウィリアム・チャールズ・コリヤー（英語: William Charles Colyear, 3rd Earl of Portmore、1745年 – 1823年11月15日）は、スコットランド貴族。1756年から1785年までミルジントン子爵の儀礼称号を使用した。

## 生涯
第2代ポートモア伯爵チャールズ・コリヤーと妻ジュリアナ（旧姓ヘレ、1705年ごろ – 1794年11月20日、ロジャー・ヘレの娘）の次男（長男デイヴィッドは1756年1月16日に死去）として、1745年にロンドンで生まれた。イートン・カレッジで教育を受けた後、1764年6月28日にケンブリッジ大学セント・ジョンズ・カレッジに入学した。
1774年イギリス総選挙でイーヴシャム選挙区から出馬したが、64票（得票数3位）しか得られず落選した。
1785年7月5日に父が死去すると、ポートモア伯爵位を継承した。
1823年11月15日にシティ・オブ・ウェストミンスターのボーモント・ストリートで死去、長男トマス・チャールズが爵位を継承した。

## 家族
1770年11月5日、メアリー・レズリー（Mary Leslie、1753年8月29日 – 1799年3月21日、第10代ロシズ伯爵ジョン・レズリーの娘）と結婚、4男3女をもうけた。
- トマス・チャールズ（1772年3月27日 – 1835年1月18日） - 第4代ポートモア伯爵[1]
- メアリー（1773年 – 1800年8月11日 バース[2]）
- ジュリア（1774年 – 1800年8月11日 バース[2]） - メアリーとジュリアは3時間のうちに相次いで死去した[5]。2人の死去を受けて、メアリー・セウェル（Mary Sewell）が詩を書いた[6]
- ウィリアム（1776年11月15日 – 1833年7月19日 ポートマン・スクエア（英語版）） - 陸軍軍人[2]
- キャサリン・キャロライン（1779年11月5日 – ?） - 1810年10月9日、ジョセフ・ブレックネル（Joseph Brecknell）と結婚[2]
- フランシス（Francis、1781年1月 – 1787年5月25日 ロンドン[2]）
- ジョン・デイヴィッド（1801年3月19日没） - 陸軍軍人。リスボンにて没[2]